# 후쿠오카현도 제74호선
74번 후쿠오카현도(일본어: 福岡県道74号宮田小竹線→후쿠오카현도 74호 미야타-고타케선)는 후쿠오카현 미야와카시에서 구라테군 고타케정까지 이어주는 도도부현도이자 주요 지방도이다.

## 노선 정보
- 기점: 후쿠오카현 미야와카시 미야타 (후쿠오카현도 제21호선이 교차하는 지점)
- 종점: 구라테군 고타케정 가쓰노 (200번 국도가 교차하는 지점)

## 연혁
- 1983년 4월 1일: 노선이 공식적으로 인정됨.
- 1993년 5월 11일: 기존의 현도인 미야타 고타케 선을 주요 지방도로 승격 및 전환됨과 동시에 주요 지방도 미야타 고타케선으로 지정.

## 통과하는 지자체
- 미야와카시
- 구라테군 고타케정

## 교차하는 도로
- 국도: 국도 제200호선
- 현도: 후쿠오카현도 제21호선, 후쿠오카현도 제30호선, 후쿠오카현도 제428호선

## 연선
- 후쿠호쿠 유카타 선 고타케역
- 트라이얼 고타케점
- 미야와카 시청
- 고타케 정사무소
- 고타케 우편국